# Элисса Ланди
Элисса Ланди (англ. Elissa Landi, настоящее имя Элизабет Мари Кристин Кюнельт (нем. Elisabeth Marie Christine Kühnelt); 6 декабря 1904 — 21 октября 1948) — австрийская, позже американская актриса и писательница.

## Биография
Элизабет Мари Кристин Кюнельт (настоящее имя Элиссы Ланди) родилась в Венеции 6 декабря 1904 года. Её детство прошло в Австрии, а образование она получила в Англии. В юности она мечтала стать писательницей и в двадцатилетнем возрасте написала свой первый роман.
Её актёрская карьера начала в Европе в 1920-х годах, когда она стала сниматься в британских, французских и немецких фильмах. В 1931 году она иммигрировала в США, где дебютировала на Бродвее в постановке «Прощай, оружие!». В том же году она подписала с киностудией Fox Film Corporation и позже снялась в таких фильмах, как «Жёлтый билет» (1931), «Тело и душа» (1931), «Женщина в комнате 13» (1932), «Знак креста» (1932) и «Граф Монте-Кристо» (1934), который стал наиболее заметным в её кинокарьере.
В 1936 году студия 20th Century Fox разорвала с ней контракт из-за того, что Элисса отказалась сыграть одну из ролей в её новом фильме. После этого Ланди ушла на MGM, но появилась всего в двух фильмах этой компании, среди которых наиболее известным стал «За тонким человеком» (1936) с Мирной Лой в главной роли.
В 1943 году она прекратила сниматься, посвятив себя в дальнейшем литературе. Она стала автором шести романов и сборника стихотворений. В том же году Элисса стала гражданкой США.
Элисса Ланди умерла от рака 21 октября 1948 года.
За свой вклад в кино она удостоена звезды на Голливудской аллее славы на Вайн-стрит 1615.